# 弗里茨·弗罗姆
弗里茨·弗罗姆（德語：Fritz Fromm，1913年4月12日—2001年10月13日），德国男子手球运动员。他曾代表德国参加1936年夏季奥林匹克运动会手球比赛，获得一枚金牌，他在其中两场比赛中有上场。